# Zachary Thomas
Zachary Robert Thomas (San Diego, 26 maggio 1998) è un giocatore di football americano statunitense che milita nel ruolo di offensive tackle per i New England Patriots della National Football League (NFL).

## Carriera

### Chicago Bears
Thomas al college giocò a football alla San Diego State University. Fu scelto dai Chicago Bears nel corso del sesto giro (186º assoluto) del Draft NFL 2022. Fu svincolato il 31 agosto 2022 e rifirmò il giorno successivo con la squadra di allenamento.

### Los Angeles Rams
Il 18 novembre 2022 Thomas firmò con i Los Angeles Rams. La sua stagione da rookie si chiuse con una presenza.